# Oreodera exigua
Oreodera exigua är en skalbaggsart som beskrevs av Monné och Lúcia Maria de Campos Fragoso 1988. Oreodera exigua ingår i släktet Oreodera och familjen långhorningar. Inga underarter finns listade i Catalogue of Life.